# Santa Lucía, Juchique de Ferrer
Santa Lucía är en ort i Mexiko.   Den ligger i kommunen Juchique de Ferrer och delstaten Veracruz, i den sydöstra delen av landet, 260 km öster om huvudstaden Mexico City. Santa Lucía ligger 543 meter över havet och antalet invånare är 136.
Terrängen runt Santa Lucía är kuperad åt nordost, men åt sydväst är den bergig. Runt Santa Lucía är det ganska tätbefolkat, med 75 invånare per kvadratkilometer. Närmaste större samhälle är Misantla, 19,5 km nordväst om Santa Lucía. I omgivningarna runt Santa Lucía växer i huvudsak städsegrön lövskog.